# Vojko Vrućina
Andrija Vujević (Knin, 19. siječnja 1985.), poznatiji kao Vojko Vrućina, odnosno skraćenicom Vojko V, hrvatski je reper, tekstopisac, skladatelj i glazbeni producent iz Splita.

## Životopis
Sin je novinarke Ede Vujević i profesora elektrotehnike na splitskom sveučilištu Slavka Vujevića. Studirao je računarstvo u Splitu i završio za programera. U struci je radio dvije godine pa dobio otkaz kao tehnološki višak. Nakon toga se okrenuo glazbi. Za svoju skladbe piše stihove i glazbu. Mnoge su mu stihove nadahnula osobna iskustva odnosno stvarni događaji, za koje kaže da su osnova kvalitetna humora, a za hip-hop kaže da je fantastična platforma da otvoreno i bez uvijanja kažete ono što mislite. Veliki utjecaj na stvaralaštvo ostavili su mu stripovi, od kojih je i nastao njegov "alter ego" Vojko Vrućina. Nastao je po uzoru na imena stripovskih junaka Dylana Doga i Martina Mysterea. Kad je započeo samostalnu karijeru, skratio ga je u Vojko V. U pjesmama se šali o ljudskim slabostima: ljubomori, želji za lakom i brzom zaradom, zlobom, lažnim autoritetima i dr.
Radio u hip-sastavima Dječacima i Kiši metaka. Objavio samostalni album Vojko, prvi u albumskoj trilogiji Dvojko i Trojko. Hrvatsku glazbenu kritiku okarakterizirao izjavom "Domaću kritiku ne mogu shvatiti preozbiljno jer se prečesto pojavljuju dva stereotipa - stariji kritičari koji nisu poslušali ništa novije od 1995. i mlađi koji misle da su najpametniji na svijetu". 
Prvi samostalni koncert održao je u zagrebačkome Domu sportova.

## Diskografija
- Vojko (2018.)
- Dvojko (2023.)

## Top ljestvice
| Zovi čovika                                         | 2018. | —   | [ a ] | Vojko   |
| Pasta Italiana s Krešom Bengalkom i Tončem Huljićem | 2018. | —   | [ a ] | Vojko   |
| Ne može                                             | 2018. | —   | [ a ] | Vojko   |
| Kako to                                             | 2018. | 31. | [ a ] | Vojko   |
| Moja lipa                                           | 2019. | 35. | [ a ] | Dvojko  |
| Obama sa z++                                        | 2020. | —   | [ a ] | Singl   |
| Obama (remix) s Devitom                             | 2020. | —   | [ a ] | Singl   |
| Umoran                                              | 2020. | —   | [ a ] | Dvojko  |
| Mamići s Gršom                                      | 2021. | —   | [ a ] | Singl   |
| Evo me opet                                         | 2022. | —   | 15.   | Dvojko  |
| TT33                                                | 2022. | —   | —     | Dvojko  |
| Saborska penzija                                    | 2022. | —   | —     | Dvojko  |
| Mamacita                                            | 2023. | 20. | 12.   | Dvojko  |
| Ganga i rera s Pekijem                              | 2024. | —   | 4.    | Fortuna |
| "—" označava singl koji nije ušao na ljestvicu      |       |     |       |         |

## Nagrade
- 2019.: nominiran u šest kategorija za Porina: album 'Vojko' za album godine, pjesma 'Ne može' za pjesmu godine, najbolji video-spot, najbolji album klupske glazbe, likovno oblikovanje te mušku vokalnu izvedbu.[6]
- Nominiran 2019. za priznanje - komunikator godine Hrvatske udruge za odnose s javnošću.[1]

## Izdavaštvo
- "Vojko V - Ne može (slikovnica za djecu)", 2020., Croatia Records, ISBN 978-953-7011-78-9
- "Vojko V - Kako to (slikovnica za djecu)", 2020., Croatia Records, ISBN 978-953-7011-79-6

## Sinkronizacija
- "Spužva Bob Skockani: Spužva u bijegu" (2020.)